# Universelle Algebra
Die universelle Algebra (auch allgemeine Algebra) ist ein Teilgebiet der Mathematik, genauer der Algebra, das sich mit allgemeinen algebraischen Strukturen und ihren Homomorphismen sowie gewissen Verallgemeinerungen befasst.
Während in der abstrakten Algebra und ihren jeweiligen Teilgebieten wie Gruppentheorie, Ringtheorie und Körpertheorie algebraische Strukturen mit bestimmten festen Verknüpfungen mit festgelegten Eigenschaften untersucht werden, befasst sich die universelle Algebra mit Strukturen im Allgemeinen, also mit Strukturen mit beliebigen Verknüpfungen und beliebigen festlegbaren Eigenschaften. Die Gruppentheorie etwa spricht allgemein über Gruppen, für die universelle Algebra sind Gruppen dagegen nur ein Beispiel für einen Typ algebraischer Strukturen. Die universelle Algebra ist verwandt mit der Modelltheorie, einem Teilgebiet der mathematischen Logik, das sich mit der Beziehung zwischen Strukturen und logischen Formeln, die diese beschreiben, befasst. Von zentralem Interesse ist dabei die Modelltheorie der Gleichungslogik. Auch die Verbandstheorie findet Anwendung in der universellen Algebra. Die Kategorientheorie stellt einen noch allgemeineren Ansatz dar, von dem aus sich die universelle Algebra betrachten lässt. Dabei wird die Beschreibung von Strukturen allein auf das Verhalten ihrer strukturerhaltenden Abbildungen unter Verkettung, im Falle der universellen Algebra der Homomorphismen, reduziert.

## Grundbegriffe
Fundamentaler Grundbegriff der universellen Algebra ist der der algebraischen Struktur. Eine algebraische Struktur ist eine Menge {\displaystyle A}, genannt Trägermenge, versehen mit einer Familie von Verknüpfungen {\displaystyle f_{i}\colon A^{n_{i}}\to A} möglicherweise verschiedener Stelligkeiten {\displaystyle n_{i}}, wobei {\displaystyle n_{i}} jeweils eine beliebige natürliche Zahl ist. Konstanten können dabei formal durch 0-stellige Verknüpfungen dargestellt werden. Eine Gruppe etwa ist eine algebraische Struktur mit einer zweistelligen Verknüpfung, der jeweiligen Gruppenmultiplikation. Ein Ring dagegen besitzt zwei zweistellige Verknüpfungen, die jeweilige Addition und die jeweilige Multiplikation.
Bei der Definition einer Gruppe oder eines Ringes und vieler weiterer Strukturen wird zusätzlich gefordert, dass die Verknüpfungen bestimmte Eigenschaften erfüllen, wie zum Beispiel das Assoziativgesetz. Ein natürlicher Untersuchungsgegenstand sind daher Klassen von algebraischen Strukturen, die bestimmte Eigenschaften erfüllen, die durch logische Formeln gegeben sind. In vielen Fällen kommt man dabei mit der einfachen Gleichungslogik aus. In dieser lassen sich – unter Hinzunahme von ein- bzw. nullstelligen Verknüpfungen für die Inversenbildung und das neutrale Element – etwa die Gruppenaxiome formulieren. Diese Logik hat etwa die angenehme Eigenschaft, dass jede Substruktur einer algebraischen Struktur, d. h. eine Teilmenge, soweit darauf die Verknüpfungen immer noch wohldefiniert sind, dieselben gleichungslogischen Formeln erfüllt. Jene Klassen bilden einen Spezialfall der in der klassischen Modelltheorie untersuchten elementaren Klassen von Strukturen, die durch Formeln der Prädikatenlogik erster Stufe axiomatisiert sind.
Ein Homomorphismus zwischen zwei algebraischen Strukturen {\displaystyle A} und {\displaystyle B} mit Verknüpfungen {\displaystyle f_{i}} bzw. {\displaystyle g_{i}} mit jeweils gleicher Stelligkeit {\displaystyle n_{i}} ist eine Abbildung {\displaystyle p\colon A\to B} mit der Eigenschaft, dass für jedes {\displaystyle i} und für alle {\displaystyle a_{1},\ldots ,a_{n_{i}}} die Gleichung
{\displaystyle p(f_{i}(a_{1},\ldots ,a_{n_{i}}))=g_{i}(p(a_{1}),\ldots ,p(a_{n_{i}}))}
gilt. Jeder bijektive Homomorphismus auf einer algebraischen Struktur ist ein Isomorphismus. Mit den Homomorphismen als Morphismen bilden die algebraischen Strukturen eine Kategorie, so dass sich die üblichen allgemeinen kategorientheoretischen Begriffe anwenden lassen.

## Verallgemeinerungen
Neben einfachen algebraischen Strukturen werden auch verschiedenartige Verallgemeinerungen betrachtet, auf die sich mitunter bestimmte Sätze übertragen lassen, etwa:
- Partielle algebraische Strukturen, die Verknüpfungen müssen nicht für alle Kombinationen von Parametern definiert sein.
- Heterogene Algebren und partielle heterogene Algebren, statt einer Trägermenge gibt es mehrere Trägermengen, auf denen Verknüpfungen definiert sind.
- Relationale Strukturen, statt Funktionen werden beliebige Relationen zugelassen, solche sind typischer Untersuchungsgegenstand der Modelltheorie.
- Infinitäre Strukturen, die Verknüpfungen können unendliche Stelligkeit haben.
- Topologische algebraische Strukturen, die Strukturen werden zusätzlich mit einer topologischen Struktur versehen, bezüglich der die Operationen stetig sind.

## Geschichte
Der britische Mathematiker Alfred North Whitehead veröffentlichte 1898 seine Treatise on Universal Algebra. In diesem Werk sprach er auf allgemeine Weise von Verknüpfungen (operations) und Gleichungen, unter universeller Algebra, unter Universal Algebra verstand er jedoch nur das Studium von Strukturen mit zwei inneren Verknüpfungen (das heißt zwei Magmastrukturen, Addition und Multiplikation genannt), mit verschiedenen möglichen zusätzlichen Eigenschaften, und evtl. einer Art verallgemeinerten Graduierung. Allgemeine Ergebnisse der universellen Algebra erzielte er dagegen nicht. Solche lieferte erstmals 1935 Garrett Birkhoff. Anatoli Iwanowitsch Malzew wandte ab 1941 erstmals die frühen modelltheoretischen Ergebnisse, die er in allgemeine, moderne Form gebracht hatte, auf die universelle Algebra an.